# 西印度公司大楼
西印度公司大楼(荷蘭語：West-Indisch Huis (Amsterdam))是荷兰西印度公司位于阿姆斯特丹的总部旧址。

## 历史
该大楼1617年建立，最初底楼是作为肉类市场，顶楼是作为民兵的接待室。1623年被刚成立两年的西印度公司承租下来作为阿姆斯特丹分部的大楼，直到1647年荷兰西印度公司的董事会才终止使用。至今仍放着1625年西印度公司命令在曼哈顿岛修建的堡垒，也被认为是纽约城的奠基大事件。
现在作为重要庆祝举办地，还可以为新人举办婚礼。阿姆斯特丹还有东印度公司大楼，是荷兰东印度公司阿姆斯特丹分部的大楼。

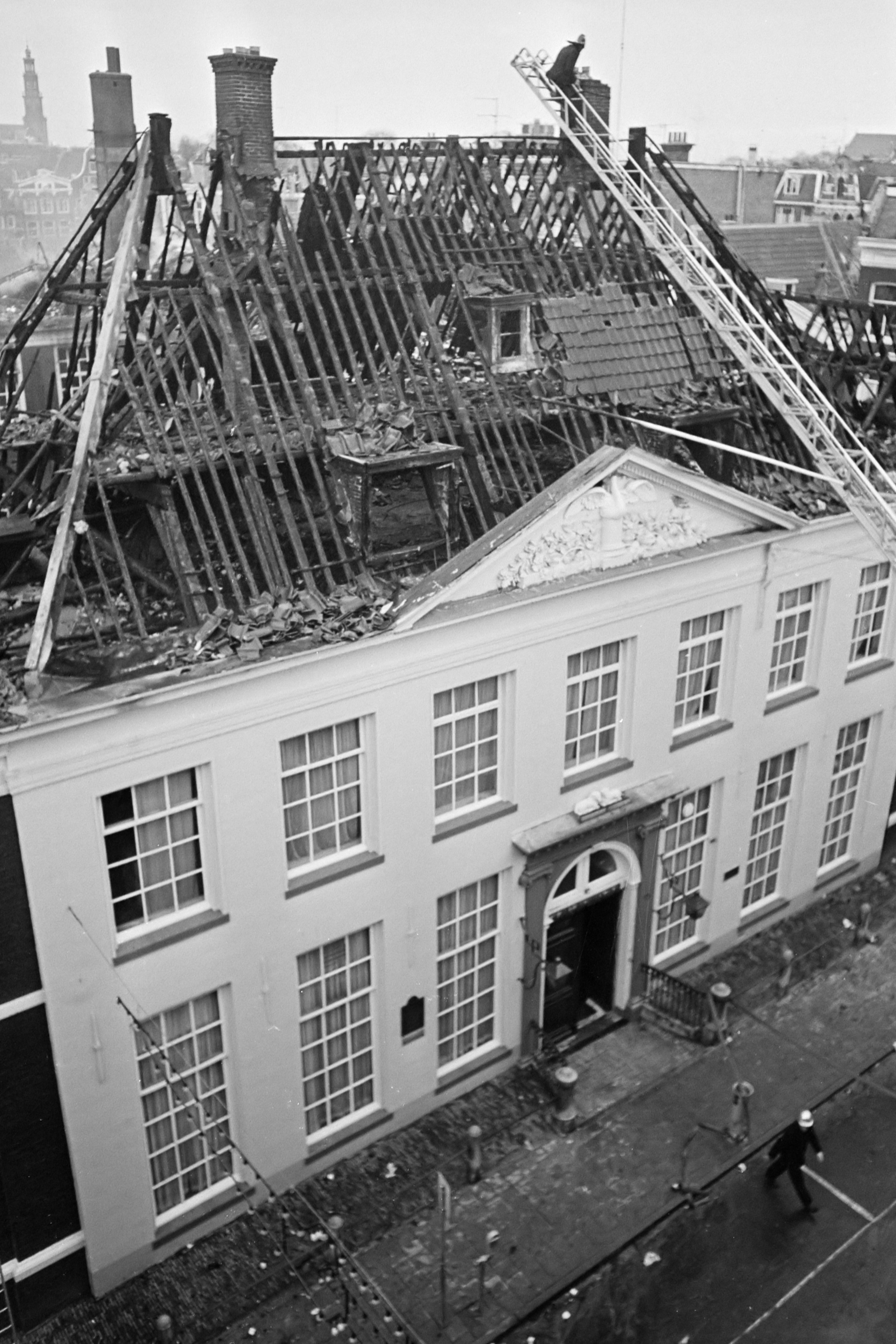
1975年火灾之后的西印度公司大楼

## 延伸阅读

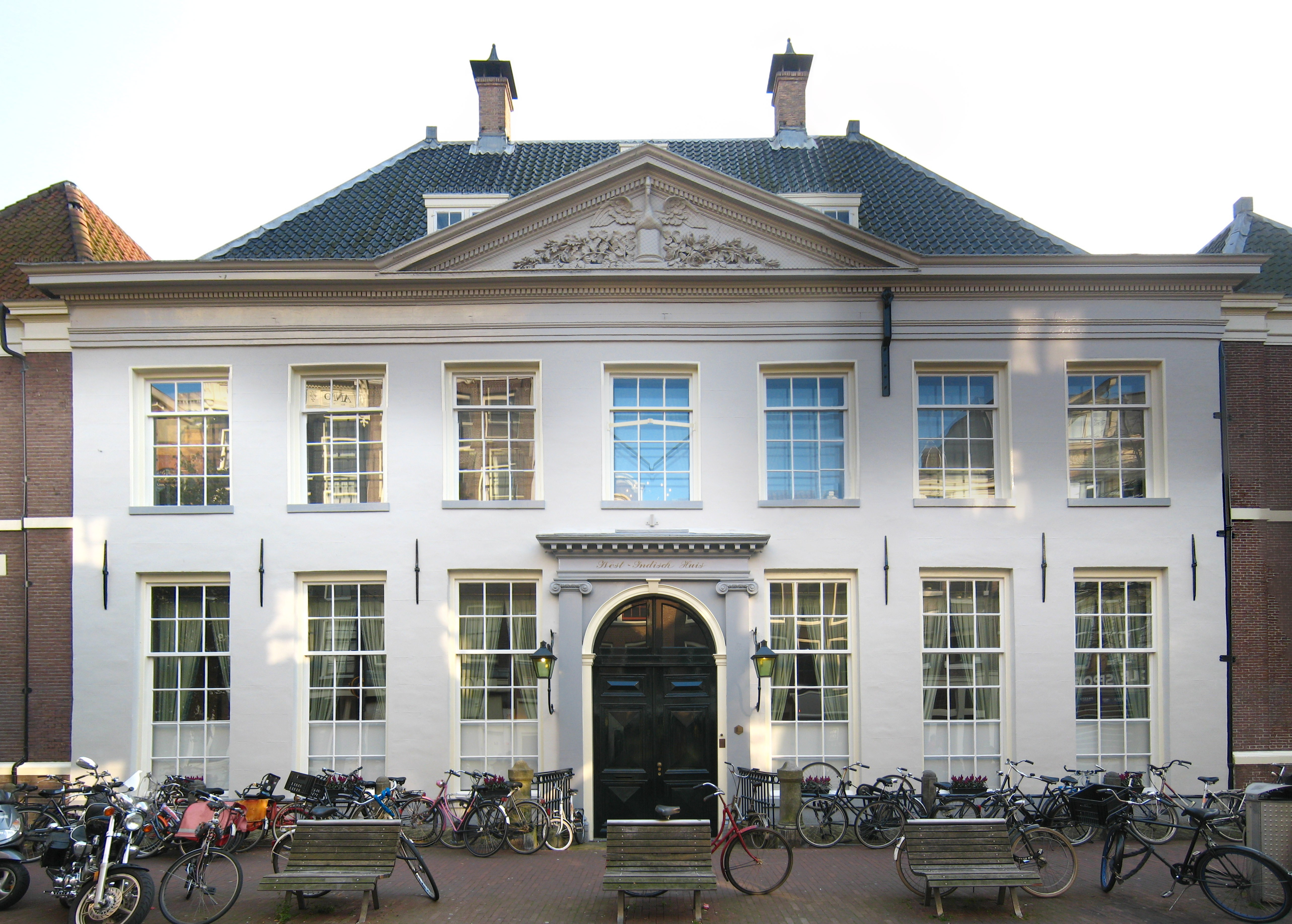
西印度公司大楼正面

- Geurt Brinkgreve en Ton Koot, Het West-Indisch Huis. Vereniging Vrienden van de Amsterdamse Binnenstad en de Stichting West-Indisch Huis, 1981.